# ZIL-5301
ZIL-5301 a fost un camion produs de ZIL din 1995 până în 2015 pentru a înlocui camionul ZIL-130. Aproximativ 56.000 de unități ale camionului au fost vândute în întreaga lume, iar camionul nu a fost nici măcar la fel de popular și de succes ca predecesorul său, ceea ce a dus la falimentul companiei. Vehiculul a concurat cu GAZon și GAZon Next, dar în cele din urmă a eșuat, deoarece calitatea producției sale nu era la fel de mare ca aceste vehicule concurente.

## Istoric
În 1991, ZIL a creat diferite prototipuri pentru a înlocui camionul ZIL-130, care a avut destul succes la nivel mondial. Cabina noului vehicul nu a fost o modernizare a cabinei vechi ZIL-130, ci a prezentat un stil de cabină complet nou. Noul camion a fost lansat în 1995 după ce ZIL-130 a fost întrerupt și în primele luni după lansare au fost produse și vândute în întreaga lume aproximativ 9.000 de unități. ZIL producea, de asemenea, limuzine, iar rata lor de producție anuală din 1995 până în 2003 a fost de aproximativ 9.300 de unități anual, comparativ cu alte companii, care a fost destul de scăzută.
În 2006 au fost vândute aproximativ 5.000 de unități, dar vânzările au crescut oarecum în următorii ani. În 2011 s-au vândut în jur de 10.000 de unități, dar în 2013 s-au vândut în jur de 500 de unități, iar în 2015 s-au produs și vândut în jur de 1.000 de unități, iar compania a declarat faliment. În prezent, compania nu produce vehicule și este utilizată doar pentru utilizări imobiliare, succesorul companiei poate fi considerat Ural.